# Xã New Vernon, Quận Mercer, Pennsylvania
Xã New Vernon (tiếng Anh: New Vernon Township) là một xã thuộc quận Mercer, tiểu bang Pennsylvania, Hoa Kỳ. Năm 2010, dân số của xã này là 504 người.